# Řehenice
Řehenice es una localidad situada en el distrito de Benešov, en la región de Bohemia Central, República Checa. Tiene una población estimada, a principios del año 2022, de 443 habitantes.
Está ubicada al sureste de la región y de Praga, en la cuenca hidrográfica del río Sázava —un afluente derecho del río Moldava—, y cerca de la frontera con las regiones de Vysočina y Pilsen.